# Rentenier
Een rentenier is iemand die leeft van lijfrente of inkomsten uit vermogen, met name iemand die nog te jong is voor AOW of pensioen. Een variant is iemand die inteert op zijn of haar vermogen. Nog een variant is iemand die een uitkering krijgt maar niet sollicitatieplichtig of arbeidsongeschikt is, zoals iemand die een nabestaandenuitkering of alimentatie geniet.
Onderscheiden kunnen worden de situatie waarin dit indien gewenst blijvend is of aansluit op AOW en pensioen, of slechts tijdelijk is, zoals wanneer bij interen het vermogen "voortijdig" op raakt, of bij de nabestaandenuitkering de kinderen 18 worden.
In Duitsland betekent het woord "Rente" overigens pensioen en is een "Rentner" iemand die met pensioen is.

## Geschiedenis
Een rentenier was, vooral in de 18e en 19e eeuw, iemand die zo kapitaalkrachtig was dat hij niet meer hoefde te werken.
Soms vervulde de rentenier de functie van bankier. Dan was hij geldschieter voor burgers die, bijvoorbeeld, een onderneming wilden beginnen of uitbreiden. Soms betreft het een persoon die een familiebedrijf heeft opgebouwd en dit op betrekkelijk jonge leeftijd verkoopt, zodat hij kan gaan rentenieren.

## Negatief imago
In Nederland werd, vooral door 19e-eeuwse nationalisten, het begrip in verband gebracht met 18e-eeuwse nazaten van roemruchte vaderen die op het door deze "helden" vergaarde vermogen schaamteloos inteerden en zich verlustigden in buitenplaatsen aan de Vecht, aldus een Jan Saliegeest ontwikkelend waardoor Holland niet langer meer tot grootse daden in staat was.
Vaak had het begrip 'rentenier' dan ook een negatieve betekenis, namelijk die van iemand die inteert op zijn vermogen, die niets uitvoert.
Het woord komt ook als werkwoord voor, meestal in negatieve zin: Hij rentenierde ofwel, hij voerde niets uit.
Uiteraard had het begrip 'rentenier' ook in vakbondskringen een zeer negatieve klank. In marxistische literatuur sprak men wel van couponknippers, wier enige arbeid het knippen van coupons (van obligaties) was.
Een negatieve connotatie spreekt bijvoorbeeld uit een fragment van het protestgedicht Het weekloon van den ambachtsman, waarin we lezen:
Dat loon is weinig, veel te min 

Tot onderhoud van zijn gezin; 

Hoezeer 't hem ook verdriet, 

De ambachtsman stort vaak zijn zweet 

Voor hem, die zonder werken eet, 

Maar voor zich zelven niet. 